# سم اسپید
سم اسپِید (انگلیسی: Sam Spade) یک کارآگاه خصوصی داستانی است که قهرمان رمان شاهین مالت (۱۹۳۰) اثر دشیل همت است. اسپید در چهار داستان کوتاه کمتر شناخته‌شده همت نیز ظاهر شده است.
شاهین مالت اولین بار به صورت دنباله‌دار در مجله بلک مسک منتشر شد و تنها رمانی است که سم اسپید در آن ظاهر شده است. با این‌همه به عقیده منتقدان شخصیت اسپید اثر زیادی در خصوصیات کاراگاه خصوصی هاردبویلدی که ریموند چندلر با نام فیلیپ مارلو آفرید، داشته است.
اسپید انحراف دشیل همت از کاراگاه بدون نام و کمتر مرموز او، کانتیننتال اوپی بود. اسپید چندین خصوصیت را از کاراگاهان پیشین در خود جمع کرده بود از جمله تواضع، چشم تیزبین و اشتیاقش برای پیاده کرده عدالت مورد نظر خودش.